# ゼルタース (プファルツ)
ゼルタース (独: Selters (Westerwald))はドイツ連邦共和国 ラインラント＝プファルツ州ヴェスターヴァルト郡にある市。
ゼルタース連合自治体 (独: Verbandsgemeinde Selters (Westerwald)) の行政庁所在地である。

## 地理

### 位置
コブレンツとジーゲンの間にあり、モンタバウア の北西約12km、コブレンツの北東約25mに位置する。